# Fronteira França–Itália
A fronteira entre França e Itália é a linha que limita os territórios de França e Itália. Atravessa zonas montanhosas dos Alpes.

## Características
A fronteira franco-italiana estende-se ao longo de 488 km, a sudeste da França e noroeste da Itália. Começa no noroeste na tríplice fronteira França - Itália - Suíça (45° 55′ 23″ N, 7° 02′ 40″ L), no cume do monte Dolent  (3 820 m de altitude), na comuna francesa de Chamonix-Mont-Blanc (departamento de Alta Saboia), comuna italiana de Courmayeur (Vale d'Aosta) e na cidade suíça de Orsières (cantão de Valais).
A fronteira segue depois uma direção geral para sul, até ao mar Mediterrâneo, que atinge entre Menton em França e Ventimiglia em Itália.
A linha separa três regiões italianas (Ligúria, Piemonte e Vale de Aosta) e quatro províncias (Vale de Aosta, Cuneo, Imperia e Turim) de duas regiões francesas (Provence-Alpes-Côte d'Azur e Ródano-Alpes) e cinco departamentos (Alpes-de-Haute-Provence, Alpes Marítimos, Hautes-Alpes, Alta Saboia e Saboia).

## História
A fronteira entre os dois países remonta à que separava o reino da Sardenha e a França durante o século XIX. Em 1860, o Tratado de Turim entrega a Saboia e o condado de Nice à França ; a precisão da fronteira entre o Império Francês e o Reino da Sardenha é feita no ano seguinte.
Aquando da Segunda Guerra Mundial a Itália reivindicou e ocupou uma zona de ocupação à data do armistício de 24 de junho de 1940 (armistício franco-italiano assinado na Villa Incisa, perto de Roma), depois estendido a partir de 11 de novembro de 1942. Os alemães ocupariam a zona italiana a partir de 1943, e o território é finalmente libertado do jugo dos invasores em 1944.
A fronteira foi modificada no Tratado de Paris em 1947, quando a França anexou Tenda, Briga, o Passo do Moncenisio e outros territórios menores.
Permanecem em aberto certos troços, como junto do Monte Branco

## Passagens
A fronteira franco-italiana é montanhosa. Os pontos de passagem por estrada entre os dois países são, de norte para sul, os seguintes:
- Túnel do Monte Branco
- Colo do Pequeno São Bernardo
- Colo do Monte Cenis
- Túnel ferroviário do Fréjus
- Túnel rodoviário do Fréjus
- Vallée Étroite
- Colo de Agnel
- Colo de Larche
- Colo da Lombarde
- Túnel de Tende
- Fanghetto, uma das duas pequenas aldeias de Olivetta San Michele
- Olivetta San Michele
- Menton (FR) e Ventimiglia (IT)

## A questão do Monte Branco

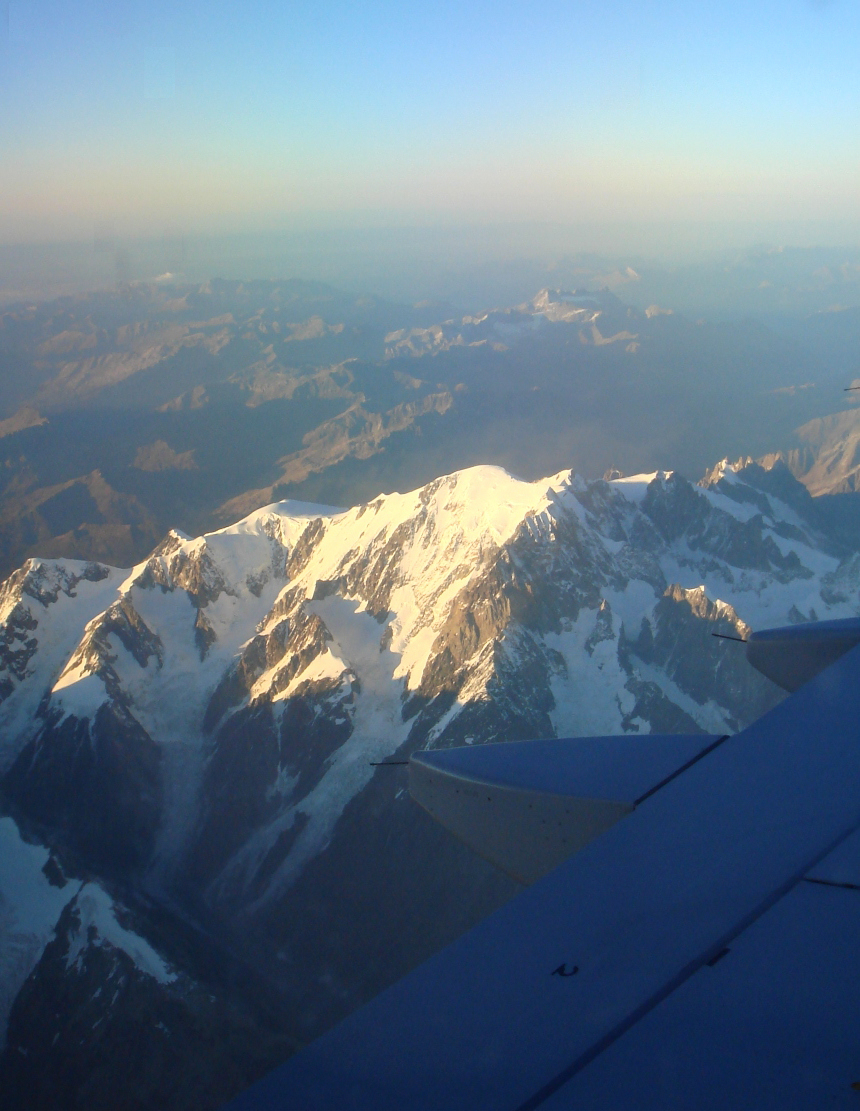
Voo sobre o cume do Monte Branco

Desde a Revolução Francesa que esta questão é polémica. Antes dela, toda a região fazia parte do Reino da Sardenha e assim foi durante vários séculos.
O primeiro tratado para definir a fronteira na região data de 15 de Maio de 1796. Neste, o rei da Sardenha foi forçado por Napoleão Bonaparte a ceder a Saboia e territórios de Nice à República Francesa. No artigo 4 é dito que: "A fronteira entre o Reino da Sardenha e os departamentos da República Francesa será estabelecida pela linha determinada pelos mais avançados pontos do lado do Piemonte, pelos cumes ou picos das montanhas e outros locais subsequentemente mencionados, tal como pelos picos intermédios, observando que partem do ponto onde as fronteiras de Faucigny, do Ducado de Aosta e do cantão de Valais se encontram até à extremidade dos glaciares ou Montes Malditos: primeiro os picos ou planaltos dos Alpes, até ao tergo de Col Mayor". Esta delimitação, assinada em Turim em 24 de Março de 1860 por Napoleão III de França e Vítor Emanuel II da Itália, é confusa, porque estabelece que a fronteira deve ser visível de Chamonix e de Courmayeur. Mas o cume não é visível de Courmayeur, porque se encontra obstruído por um pico mais baixo. O tratado foi entretanto substituído.
Posterior convenção de 7 de Março de 1861 reconhece as dificuldades apresentadas pelo tratado de 1796 e delimitação de 1860, e anexa um novo mapa, que tem em consideração os limites do maciço, e desenha a fronteira pelo cume do Monte Branco, tornando-o francês e italiano. 
Embora o facto da fronteira franco-italiana tenha sido redefinida em 1947 e 1963, as comissões ignoraram tacitamente a questão do Monte Branco.
A única certeza é que o ponto mais elevado da Itália totalmente em seu território é o Monte Branco de Courmayeur.